# حجلاوات
الحجلاوات (الاسم العلمي: Perdicinae) أسرة طيور من فصيلة التدرجية. وهي من طيور العالم القديم غير المهاجرة. وهي طيور متوسطة الحجم، تستوطن كل من أوروبا، آسيا، أفريقيا، والشرق الأوسط. آكلة للبذور وتبني أعشاشها بالأرض. وتشمل هذه الأسرة الحجل، تدرج الثلج، الدراج، spurfowl و سمّان العالم القديم.